# Foyers (Fluss)
Foyers ist ein Fluss im schottischen Hochland. Er liegt in der Council Area Highland an der südöstlichen Seite des Great Glen. 
Der Fluss Foyers entsteht durch den Zusammenfluss des River Fechlin mit dem Allt Breinag in der Nähe der kleinen Ansiedlung Whitebridge auf einer Höhe von circa 188 m. Danach fließt der Foyers für 3,5 km nach Norden, um bei der Ortschaft Foyers im Loch Ness zu münden. Im Loch Ness bildet der Foyers ein kleines Delta, in dem sich die einzige natürliche Insel des Loch Ness befindet. Kurz vor seiner Mündung in den Loch Ness stürzt der Foyers über die Falls of Foyers, zwei Wasserfälle von 27 m beziehungsweise 9 m Höhe.

## Weblinks

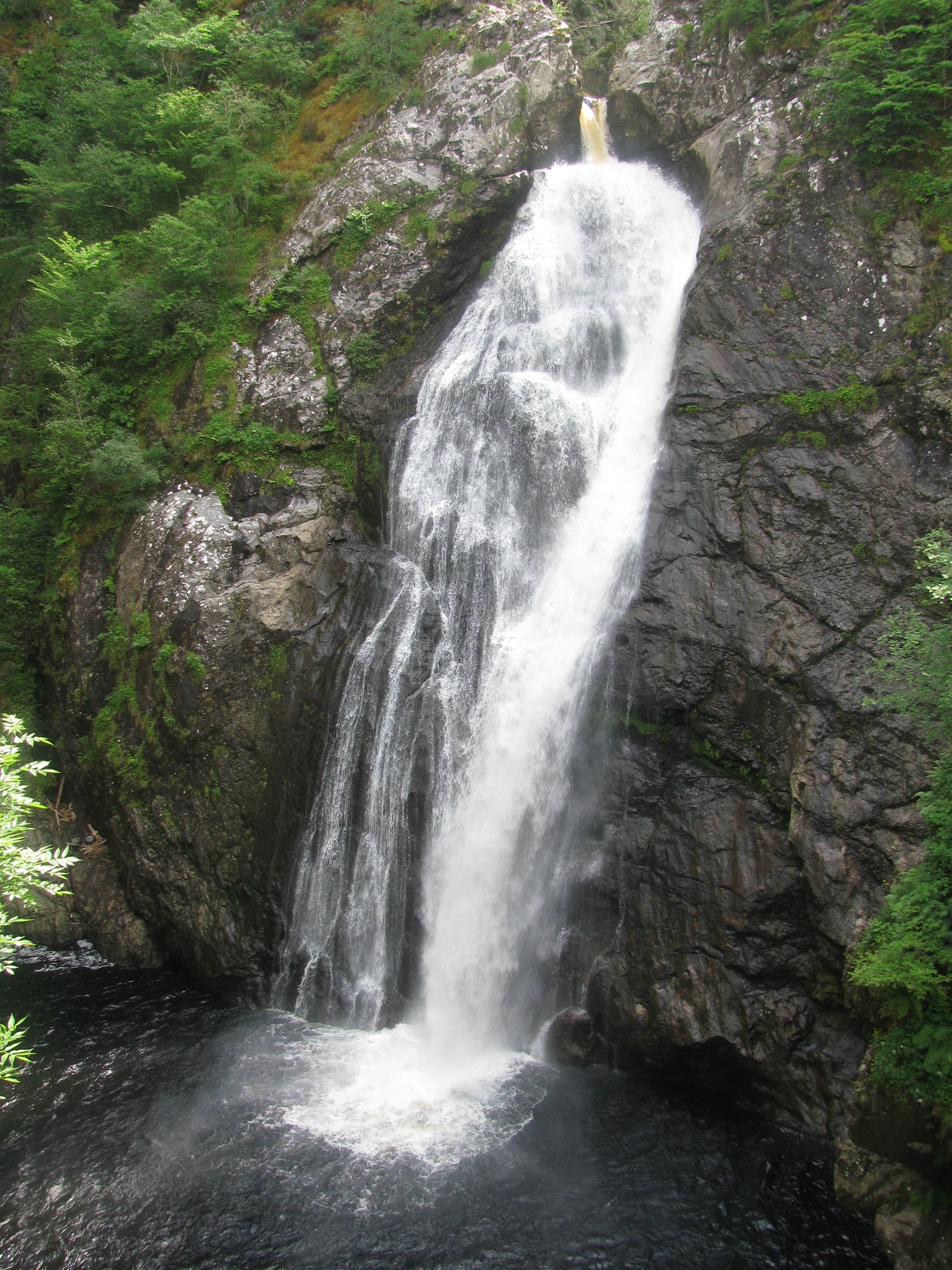
Der Lower Fall, der untere der beiden Wasserfälle im Foyer